# Julie Norman Leth
Julie Norman Leth (Århus, 13 juli 1992) is een Deense voormalige wielrenster.

## Carrière
Julie Leth werd in 2011 Deens kampioene op de weg en in 2014 Deens kampioene tijdrijden. Op het WK 2016 in Qatar hielp ze haar landgenote Amalie Dideriksen aan de wereldtitel op de weg. Samen met haar werd Leth op de baan Europees kampioene koppelkoers in 2018 en 2019.
In augustus 2021 nam ze namens Denemarken deel aan de Olympische Spelen in Tokio; samen met Dideriksen won ze zilver op het onderdeel koppelkoers. Drie jaar later werd ze samen met Dideriksen zesde in de koppelkoers tijdens de Olympische Zomerspelen 2024 in Parijs.
Van 2013 tot 2016 reed Leth bij de Noorse wielerploeg Hitec Products, in 2017 en 2018 bij het Britse Wiggle High5, in 2019 bij het Deense Bigla Pro Cycling, in 2020 en 2021 bij het Duitse Ceratizit-WNT en vanaf 2022 tot en met 2024 bij het Noorse Uno-X. In september 2024 maakte ze bekend haar carrière te beëindigen na de Wereldkampioenschappen baanwielrennen 2024 in het Deense Ballerup. Tijdens dit WK in eigen land won ze tweemaal goud: in de koppelkoers samen met Amalie Dideriksen en op de slotdag won ze ook de puntenkoers.
Julie Leth trouwde op 29 oktober 2022 met wielrenner Lasse Norman Hansen en draagt sindsdien de naam Norman Leth.

## Palmares

### Op de weg
2011
- Deens kampioene op de weg

2012

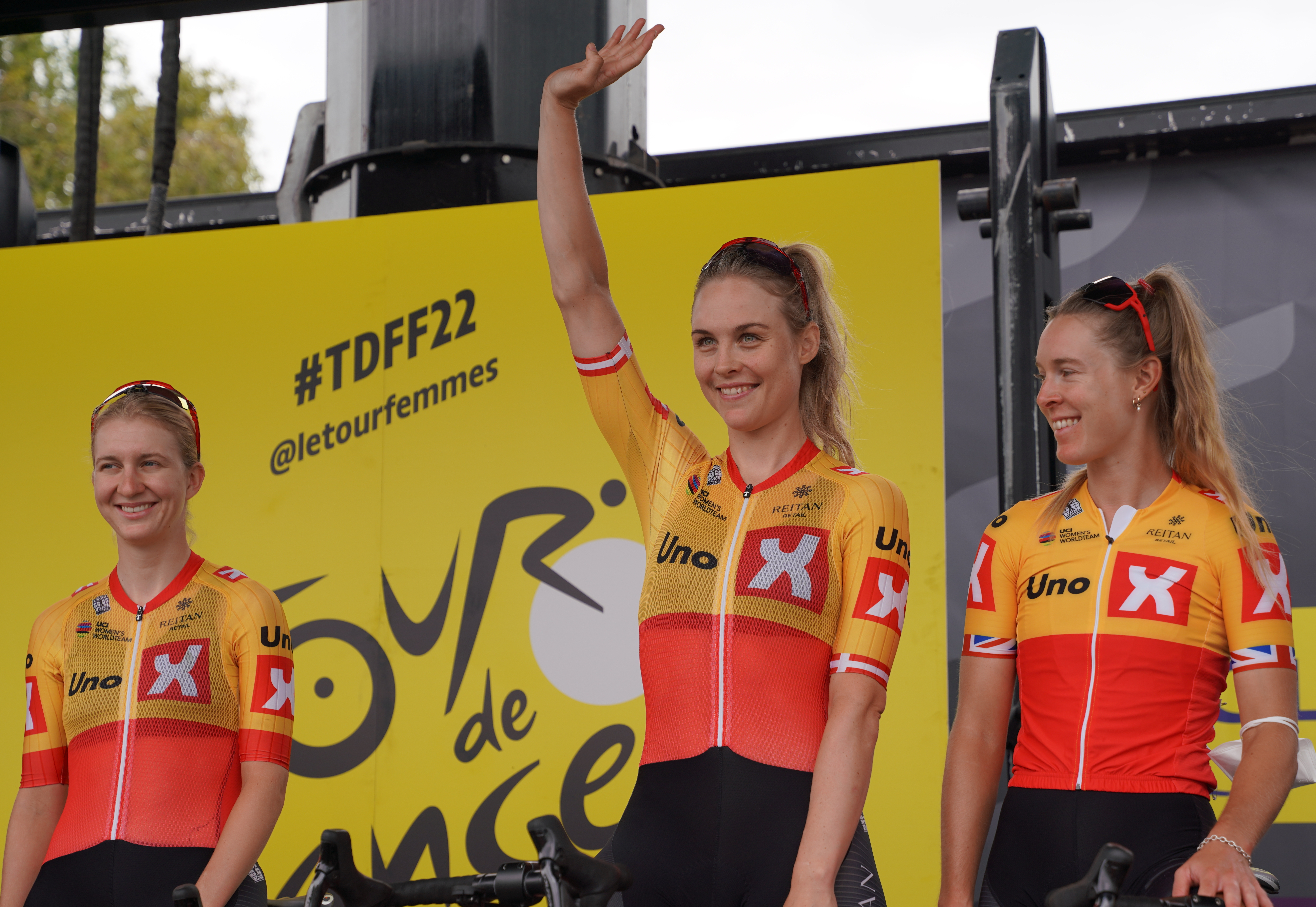
Leth in de Tour de France Femmes 2022.

- Deens kampioenschap op de weg
- Deens kampioenschap tijdrijden

2013
- Deens kampioenschap tijdrijden

2014
- Deens kampioene tijdrijden
- Deens kampioenschap op de weg

2019
- GP Cham-Hagendorn

2020
- Deens kampioenschap op de weg

2022
- Deens kampioenschap tijdrijden

### Resultaten in voornaamste wedstrijden
|      | \| Jaar \| Gent-Wevelgem \| Ronde van Vlaanderen \| Parijs-Roubaix \| Amstel Gold Race \| Luik-Bast.‑Luik \| Omloop Het Nieuwsblad \| Omloop van het Hageland \| Classic Brugge-De Panne \| \| WK op de weg \| \| ---- \| ------------- \| -------------------- \| -------------- \| ---------------- \| --------------- \| --------------------- \| ----------------------- \| ----------------------- \| \| ------------ \| \| 2011 \| \| buit.tijd \| \| \| \| \| \| \| \| 66e \| \| 2012 \| \| \| \| \| \| \| \| \| \| \| \| 2013 \| \| \| \| \| \| \| \| \| \| opgave \| \| 2014 \| \| \| \| \| \| \| 49e \| \| \| 39e \| \| 2015 \| 39e \| opgave \| \| \| \| \| \| \| \| \| \| 2016 \| \| 40e \| \| \| \| 61e \| 36e \| \| \| 46e \| \| 2017 \| 67e \| \| \| \| \| 76e \| 41e \| \| \| opgave \| \| 2018 \| opgave \| 62e \| \| \| \| 16e \| 7e \| 50e \| \| \| \| 2019 \| 20e \| 37e \| \| \| \| \| \| 12e \| \| 61e \| \| 2020 \| 37e \| 23e \| \| \| opgave \| \| \| 47e \| \| 93e \| \| 2021 \| 71e \| 40e \| \| opgave \| \| 79e \| \| 10e \| \| 79e \| \| 2022 \| 64e \| 78e \| 32e \| \| \| 10e \| \| 113e \| \| 77e \| \| 2023 \| opgave \| 81e \| 11e \| \| \| \| \| 10e \| \| \| |                      |                |                  |                 |                       |                         |                         |  |              |
| Jaar | Gent-Wevelgem | Ronde van Vlaanderen | Parijs-Roubaix | Amstel Gold Race | Luik-Bast.‑Luik | Omloop Het Nieuwsblad | Omloop van het Hageland | Classic Brugge-De Panne |  | WK op de weg |
| 2011 | | buit.tijd            |                |                  |                 |                       |                         |                         |  | 66e          |
| 2012 | |                      |                |                  |                 |                       |                         |                         |  |              |
| 2013 | |                      |                |                  |                 |                       |                         |                         |  | opgave       |
| 2014 | |                      |                |                  |                 |                       | 49e                     |                         |  | 39e          |
| 2015 | 39e | opgave               |                |                  |                 |                       |                         |                         |  |              |
| 2016 | | 40e                  |                |                  |                 | 61e                   | 36e                     |                         |  | 46e          |
| 2017 | 67e |                      |                |                  |                 | 76e                   | 41e                     |                         |  | opgave       |
| 2018 | opgave | 62e                  |                |                  |                 | 16e                   | 7e                      | 50e                     |  |              |
| 2019 | 20e | 37e                  |                |                  |                 |                       |                         | 12e                     |  | 61e          |
| 2020 | 37e | 23e                  |                |                  | opgave          |                       |                         | 47e                     |  | 93e          |
| 2021 | 71e | 40e                  |                | opgave           |                 | 79e                   |                         | 10e                     |  | 79e          |
| 2022 | 64e | 78e                  | 32e            |                  |                 | 10e                   |                         | 113e                    |  | 77e          |
| 2023 | opgave | 81e                  | 11e            |                  |                 |                       |                         | 10e                     |  |              |

### Op de baan

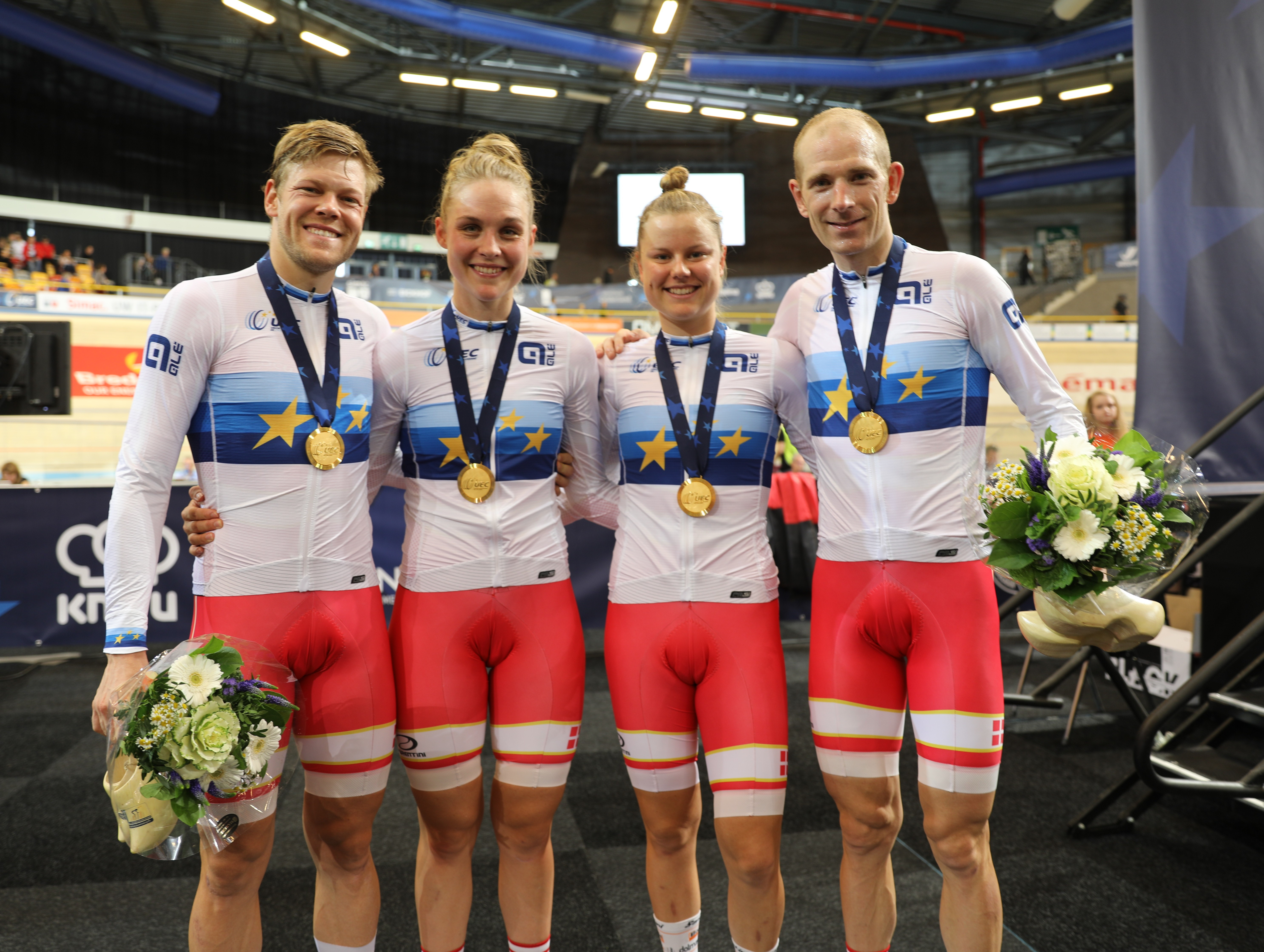
Leth en Norman Hansen werden in 2019 beide Europees kampioen koppelkoers.

| Jaar | DK                                    | EK          | WK                        | Overig                                  |
| ---- | ------------------------------------- | ----------- | ------------------------- | --------------------------------------- |
| 2008 | scratch                               |             |                           |                                         |
| 2009 | scratch · sprint                      |             |                           |                                         |
| 2010 | scratch · achtervolging · puntenkoers |             |                           |                                         |
| 2011 | omnium                                |             |                           |                                         |
| 2013 | omnium                                |             |                           |                                         |
| 2017 | puntenkoers                           |             |                           |                                         |
| 2018 | omnium                                | koppelkoers |                           |                                         |
| 2019 | omnium                                | koppelkoers | koppelkoers               | WB Hongkong: koppelkoers                |
| 2020 | sprint · omnium                       |             |                           |                                         |
| 2021 |                                       | koppelkoers |                           | OS: koppelkoers (met Amalie Dideriksen) |
| 2022 |                                       | koppelkoers | puntenkoers · koppelkoers |                                         |
| 2023 |                                       |             |                           | Nations Cup Jakarta: koppelkoers        |
| 2024 |                                       |             | puntenkoers · koppelkoers | OS: 6e op koppelkoers (met Dideriksen)  |

## Ploegen

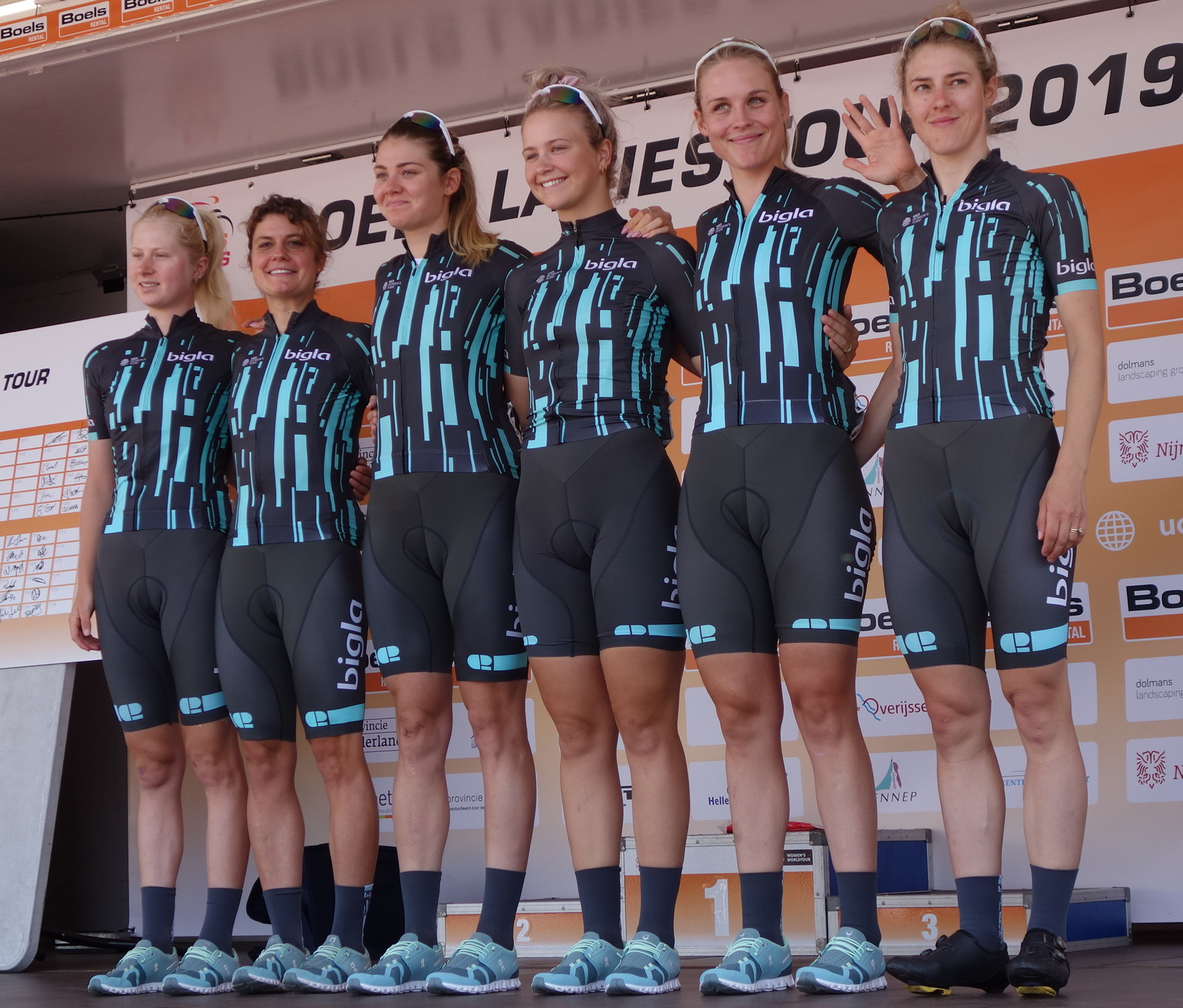
Leth met Bigla Pro Cycling in 2019.

- 2011 ―  Specialized - DPD Pakketservice
- 2012 ―  Team Ibis Cycles
- 2013 ―  Hitec Products
- 2014 ―  Hitec Products
- 2015 ―  Hitec Products
- 2016 ―  Hitec Products
- 2017 ―  Wiggle High5
- 2018 ―  Wiggle High5
- 2019 ―  Bigla Pro Cycling
- 2020 ―  Ceratizit-WNT
- 2021 ―  Ceratizit-WNT
- 2022 ―  Uno-X Pro Cycling Team
- 2023 ―  Uno-X Pro Cycling Team
- 2024 ―  Uno-X Mobility

Bjørnsrud · Fahlin · Gotaas Johnsen · Hatteland Lima · Hosking · Leth · Longo Borghini · Minge · Moberg · Neylan · Nøstvold · Olsson · Ratto · Thorsen
Bjørnsrud · Cordon · Gotaas Johnsen · Hatteland Lima · Heine · Hosking · Kitchen · Leth · Longo Borghini · Minge · Moberg · Moolman · Olsson · Thorsen
Becker · Bjørnsrud · Gotaas Johnsen · Guderzo · Gunvaldsen · Hatteland Lima · Heine · Kitchen · Leth · Lorvik · Moberg · Thorsen · Van Glabeke · Wild
Andersen · Becker · Bjørnsrud · Frapporti · Gotaas Johnsen · Guderzo · Gunvaldsen · Hatteland Lima · Heine · Kitchen · Leth · Lorvik · Moberg · Thorsen · Wild
Bronzini · Cordon · Cure · D'Hoore · Edmondson · Fahlin · G. Garner · L. Garner · Hagiwara · Johansson · Leth · Lichtenberg · Longo Borghini · Roberts · Sanchis
Archibald · Barbieri · Barker · Brennauer · Brown · Cordon · Cure · Edmondson · Fahlin · G. Garner · L. Garner · Leth · Longo Borghini · Ritter · Stewart · Yonamine · Wild
Alzini · Banks · Chabbey · Harvey · Leth · Norsgaard · Nosková · Sperotto · Thomas · Uttrup Ludwig · Wright
Asencio · Brauße · Brennauer · Confalonieri · Hammes · Koster · Leth · Magnaldi · Rijkes · Santesteban · Soet · Teutenberg · Vieceli · Wild
Asencio · Banks · Brauße · Brennauer · Confalonieri · Hammes · Henttala · Lach · Leth · Magnaldi · Rijkes · Teutenberg · Vieceli · Wild
Ahtosalo · Andersen  · Barker  · Barnes  · Koerner  · Leth  · Lowden  · Ludwig  · Lutro  · Olausson  · Bjørndal Ottestad · Ysland
Ahtosalo · Andersen · Barker · Barnes · Confalonieri · Dideriksen · Berg Edseth · Koerner · Koster · Leth · Lowden · Ludwig · Lutro · Olausson · Bjørndal Ottestad · Ysland
Aalerud · Ahtosalo · Andersen · Anderson · Barker · Beekhuis · Berg Edseth · Boilard · Confalonieri · Dideriksen · Koerner · Koster · Leth · Lowden · Olausson · Bjørndal Ottestad · Ysland